# Ulica Prymasa Stefana Wyszyńskiego w Kaliszu
Ulica Prymasa Stefana Wyszyńskiego – ulica w Kaliszu o długości 1,5 km, jedna z głównych arterii osiedli Dobrzec P i Dobrzec W. Na prawie całej długości stanowi granicę między ww. osiedlami. Na jej końcu znajduje się największa w mieście pętla autobusowa. Do 2017 nosiła imię Hanki Sawickiej.

## Ważniejsze obiekty
- Szkoła Podstawowa nr 17 im.  Stefana Szolc-Rogozińskiego, nr 3b
- Arena Kalisz, nr 22-24
- Szkoła Podstawowa nr 24 im. Jana Pawła II, nr 22-24
- VII Liceum Ogólnokształcące – Szkoła Mistrzostwa Sportowego, nr 22-24
- centrum handlowe Mini Park, 42a

## Komunikacja miejska
Ulicą Wyszyńskiego kursuje i ma swój początek na pętli na końcu ulicy większość linii Kaliskich Linii Autobusowych. Przy ulicy znajduje się dziesięć przystanków autobusowych.